# 액체 연료

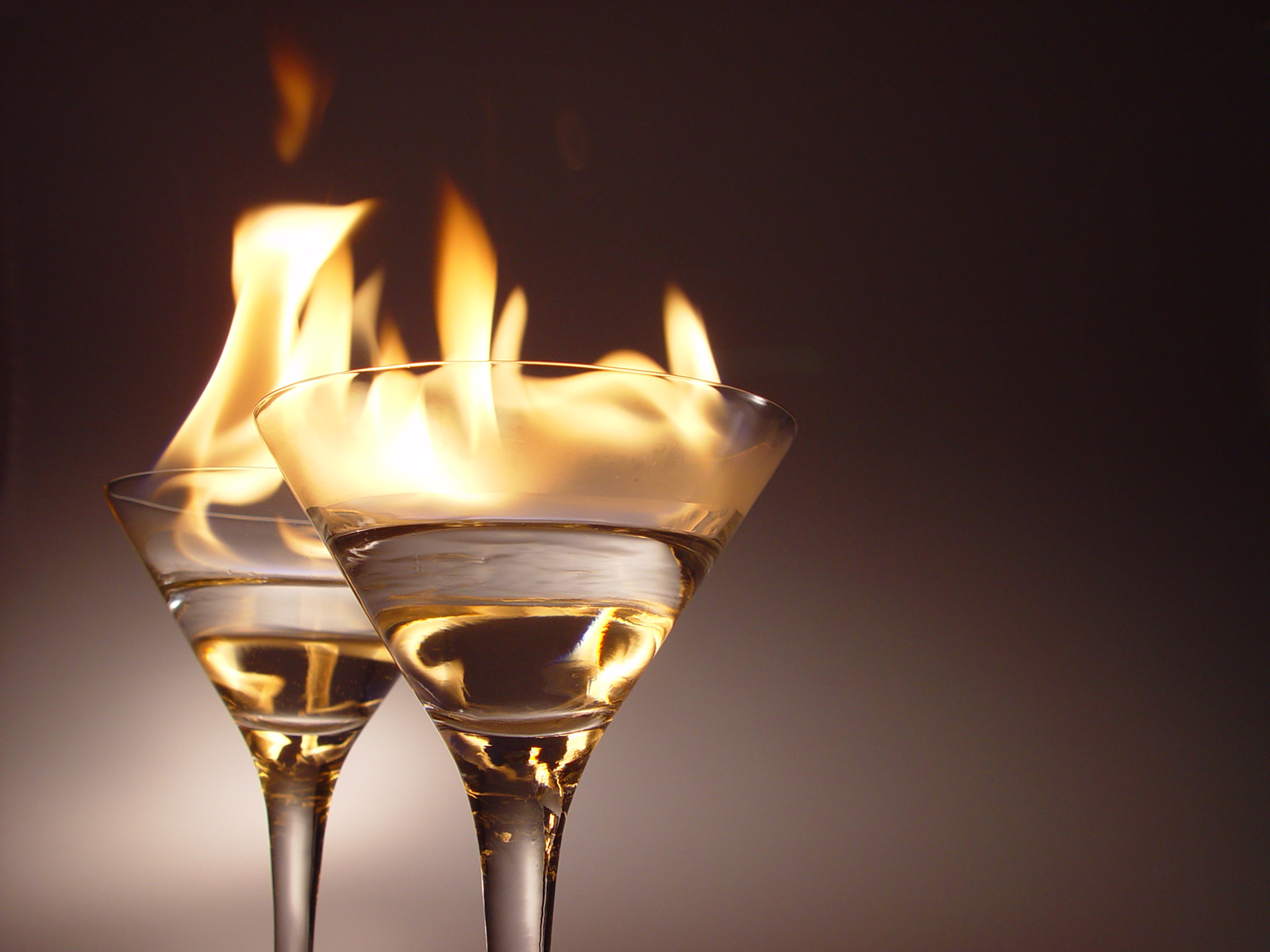
에탄올을 태워서 불타는 칵테일

액체 연료(液體燃料, 영어: liquid fuel)는 액체상의 연료이다. 그중에서 연료유(燃料油) 또는 연유(燃油)는 기름상의 액체 연료를 일컫는 말이다.
액체 연료는 일반적으로 운동 에너지를 생성하는 기계적 에너지를 생성하는 데 사용할 수 있는 가연성 또는 에너지 생성 분자이다. 액체 연료는 용기의 형태를 취해야 한다. 액체 대신에 가연성인 것은 액체 연료의 연기이다. 널리 사용되는 대부분의 액체 연료는 화석 연료에서 파생된다. 그러나 수소연료(자동차용), 에탄올, 바이오디젤 등 액체연료로 분류되는 몇 가지 유형이 있다. 많은 액체 연료가 교통과 경제에서 중요한 역할을 한다.
액체 연료는 고체 연료 및 기체 연료와 대조된다.

## 일반적인 속성
액체 연료의 일반적인 특성 중 하나는 운반이 쉽고 상대적으로 쉽게 취급할 수 있다는 것이다. 액체 연료의 물리적 특성은 온도에 따라 다르지만 기체 연료만큼 크지는 않는다. 이러한 특성 중 일부는 다음과 같다. 인화점, 가연성 증기 농도가 생성되는 최저 온도; 발화점(fire point), 증기가 지속적으로 연소되는 온도; 디젤 연료의 흐림점(용해된 왁스 화합물이 응집되기 시작하는 온도)과 유동점(연료가 너무 걸쭉해져서 자유롭게 부을 수 없는 온도)이다. 이러한 특성은 연료의 안전성과 취급에 영향을 미친다.

## 석유 연료
현재 사용되는 대부분의 액체 연료는 석유에서 생산된다. 그 중 가장 눈에 띄는 것은 휘발유이다. 과학자들은 일반적으로 석유가 지각의 열과 압력에 노출되어 죽은 식물과 동물의 화석화된 잔해로부터 형성되었다는 사실을 받아들인다.

## 암모니아
암모니아(NH3)는 휘발유를 사용할 수 없는 시기(예: 제2차 세계대전 당시 벨기에의 버스)에 연료로 사용되었다. 이 물질의 체적 에너지 밀도는 리터당 17메가줄이다(수소의 경우 10, 메탄올의 경우 18, 디메틸에테르의 경우 21, 가솔린의 경우 34와 비교). 액체 연료가 되려면 압축하거나 냉각해야 하지만, 수소가 액화되는 것처럼 극저온 냉각이 필요하지는 않다.